# المكالمة (فلم 2020)
المكالمة (بالإنجليزية: The Call) هو فيلم رعب أُنتج في الولايات المتحدة وصدر في سنة 2020. من بطولة لين شاين وتوبين بل وتشيستر راشينج وإيرين ساندرز

## ملخص القصة
بعد وفاة غير متوقعة لامرأة مسنة مشتبه أنها ساحرة ، يتعين على مجموعة من أصدقاء البلدة الصغيرة الذين قاموا بتعذيبها إلى الاتصال بهاتف مثبت في تابوتها.

## الميزانية والإيرادات
حقق الفيلم إيرادات تقدر بـ 527855 دولار.

## وصلات خارجية
- مقالات تستعمل روابط فنية بلا صلة مع ويكي بيانات